# Lacul Bosten
Lacul Bosten (chineză: 博斯腾湖; pinyin: Bósīténg Hú; uigură: باغراش كۆلى Baƣrax Kɵli) este situat la 57 km la nord de orașul Korla districtul Bagrax (Bohu 博湖县) China.
Este cel mai mare lac de apă dulce din China. Bazinul Yanqi se întinde la nord de lac. In jur se găsesc munții Sarmin, Chajdutau Kokteketau, Borochotan,  Kuruk Tag. și Bortoula cu înălțimi între 2 650 și 2.809 m, munții din nord fiind mai înalți cu o altitudine de 4000 de m. Impreună cu ramificațiile lacurilor mai mici lacul Bosten are suprafața de 1.019.000.000 m² (lungime 52 km și lățime 25 km).
Lacul este situat la o altitudinea de 1000 de m, și are o capacitate de 7.740.000.000 m³, având adâncimea între 6 și 16 m.